# Daşkəsən (Rayon)
Daşkəsən (auch Daschkasan) ist ein Rayon im Westen Aserbaidschans. Hauptstadt des Bezirks ist die Stadt Daşkəsən.

## Geografie
Der Rayon hat eine Fläche von 1047 km² und liegt 1200 bis 2000 m über dem Meeresspiegel im Kleinen Kaukasus. Durch das Gebiet fließt der Fluss Gushgara.

## Bevölkerung
Die Einwohnerzahl beträgt 35.400 (Stand: 2021). 2009 hatte der Rayon 32.800 Einwohner. 99,5 % der Bevölkerung sind Aserbaidschaner, 0,3 % Russen. 99,8 % der Bevölkerung sind schiitische Muslime.

## Wirtschaft und Verkehr
Die Region ist landwirtschaftlich geprägt. Es werden Getreide und Kartoffeln angebaut sowie Viehzucht betrieben. Des Weiteren wird Bergbau betrieben. Es gibt Vorkommen an Eisenerz, Kobalt und Kupfererz. Außerdem wird Marmor abgebaut.
Es existiert eine Eisenbahnverbindung zwischen der nahen Stadt Gəncə und dem Dorf Qushchu im Rayon Daşkəsən. Mit der Bahn wird vor allem Erz transportiert. Außerdem verbindet eine Buslinie die Städte Daşkəsən und Gəncə.

## Sehenswürdigkeiten
Im Dorf Guschdschu bei Daşkəsən liegt das Targmantschaz-Kloster der Armenischen Apostolischen Kirche. Bei Bayan finden sich ein frühzeitliches Gräberfeld, beim Ort Amiravar mehrere antike Türme. In der Nähe von Gabagtepe und Destefur liegen mehrere Tempel aus der Zeit des Staates Albania.